# 卡氏定律
卡氏定理，以意大利工程师卡斯提也努（Carlo Alberto Castigliano）命名，包括卡氏第一定理与第二定理，是从能量角度研究弹性体受载与变形关系而得到的定理。二者可分别由虚位移原理和虚力原理导出。

## 卡氏第一定理

### 表述
系统应变能对某一真实位移的偏导数(偏微分)，在数值上等于在这一真实位移处所施加的与之相对应的外力。

### 适用条件
卡氏第一定理对梁及梁以外的杆件和结构，对于弯曲及弯曲以外的受力与变形均成立。

## 卡氏第二定理

### 表述
卡氏第二定理是意大利工程师A.卡斯蒂利亚诺于1873年提出的。它被用于求解弹性体的位移，也被用于求解静不定结构问题。克罗蒂－恩盖塞定理的价值还在于，由它可以直接导出结构分析中的两个重要方法：力法和单位载荷法。